# محمد عبد الحليم (ممثل)
محمد عبد الحليم (1943 - 11 ديسمبر 2021) ممثل مصري، بدأ التمثيل في سبعينات القرن العشرين، وكانت أول مشاركة له في فيلم «زهرة البنفسج» عام 1977 مع المخرج عبد الرحمن الخميسي، يعد مسلسلي «دموع في عيون وقحة» و«شيخ العرب همام» من أهم أعماله.